# Ālmāneh
Ālmāneh (persiska: آلمانه, آمانِه) är en ort i Iran.   Den ligger i provinsen Kurdistan, i den nordvästra delen av landet, 500 km väster om huvudstaden Teheran. Ālmāneh ligger 1 404 meter över havet och antalet invånare är 881.
Terrängen runt Ālmāneh är kuperad västerut, men österut är den bergig. Runt Ālmāneh är det ganska tätbefolkat, med 60 invånare per kvadratkilometer. Närmaste större samhälle är Sarvābād, 9,3 km sydost om Ālmāneh. Trakten runt Ālmāneh består till största delen av jordbruksmark.